# James Brolin
Craig Kenneth Bruderlin (Los Angeles, 18 juli 1940), beter bekend als James Brolin, is een Amerikaans acteur. Hij won voor zijn bijrol als Dr. Steven Kiley (1969-1976) in de medische dramaserie Marcus Welby, M.D. een Emmy Award in 1970 en Golden Globes in zowel 1971 als 1973. Hij is vooral bekend van zijn rol als general manager Peter McDermott in de televisieserie Hotel, een televisieserie uit de jaren 80. Daarnaast was hij meer dan vijftig keer op het witte doek te zien en in meer dan 35 televisiefilms.

## Privéleven
Brolin trouwde in 1998 met zangeres Barbra Streisand, zijn derde echtgenote. Eerder was hij van 1966 tot en met 1986 getrouwd met Jane Cameron Agee – met wie hij zoons Josh (1968) en Jesse (1972) kreeg – en van 1986 tot en met 1995 met actrice Jan Smithers, met wie hij dochter Molly Elizabeth (1987) kreeg. Josh is sinds 1985 eveneens actief als acteur. Brolin en Agee raakten na hun scheiding opnieuw bevriend omwille van hun kinderen – zij overleed in 1995 bij een auto-ongeluk.
Brolin zelf is de oudste van de vier kinderen die Helen Sue en Henry Bruderlin kregen. Hij heeft een broer en twee zussen.

## Filmografie
Exclusief de (meer dan 35) televisiefilms, tenzij aangegeven
| - Lightyear (2022) - Burlesque (2010) - Standing Ovation (2010) - The Goods: Live Hard, Sell Hard (2009) - Bitter/Sweet (2009) - Last Chance Harvey (2008) - Lost City Raiders (2008, televisiefilm) - Mysterious (2007) - The Hunting Party (2007) - The American Standards (2007) - The Alibi (2006) - A Guy Thing (2003) - Catch Me If You Can (2002) - Antwone Fisher (2002) - The Master of Disguise (2002) - Traffic (2000) - The Haunted Sea (1997) - Lewis & Clark & George (1997) - Goodbye America (1997) - El aroma del Copal (1997, aka Scent of Vengeance) - My Brother's War (1997) - Blood Money (1996) - Savate (1995) - The Expert (1995) - Tracks of a Killer (1995) - Indecent Behavior II (1994) - The Visual Bible: Acts (1994) - Relative Fear (1994) | - We the People (1994) - Paper Hearts (1993) - Twin Sisters (1992) - Gas, Food Lodging (1992) - Ted & Venus (1991) - High Score (1990) - Bad Jim (1990) - Back Stab (1990) - High Risk (1981) - Night of the Juggler (1980) - The Amityville Horror (1979) - Capricorn One (1978) - The Car (1977) - Gable and Lombard (1976) - Westworld (1973) - Skyjacked (1972) - The Boston Strangler (1968) - The Cape Town Affair (1967) - Way... Way Out (1966) - Fantastic Voyage (1966) - Our Man Flint (1966) - Von Ryan's Express (1965) - John Goldfarb, Please Come Home! (1965) - Dear Brigitte (1965) - Goodbye Charlie (1964) - Take Her, She's Mine (1963) |

## Televisieseries
Exclusief eenmalige gastrollen
- The West Wing - Governor Robert Ritchie, R-FL (2002, drie afleveringen)
- Pensacola: Wings of Gold - Lt. Col. Bill "Raven" Kelly (1997–2000, zeventien afleveringen)
- Roseanne - Edgar Wellman Jr. (1997, twee afleveringen)
- Extreme - Reese Wheeler (1995, zeven afleveringen)
- Hotel - Peter McDermott (1983–1988. 98 afleveringen)
- Marcus Welby, M.D. - Dr. Steven Kiley (1969–1976, 170 afleveringen)
- The Monroes (1966–1967, vier afleveringen)

Als presentator
- Beyond Belief: Fact or Fiction? (1997)

- Bibsys: 7038265
- Biblioteca Nacional de España: XX1260708
- Bibliothèque nationale de France: cb139300671 (data)
- Gemeinsame Normdatei: 140795553
- International Standard Name Identifier: 0000 0001 1473 0942
- Library of Congress Control Number: no97019853
- MusicBrainz: e10e8120-d245-4bcf-8d12-e0214dcf5e9e
- Nationale Bibliotheek van Tsjechië: xx0171199
- Nationale bibliotheek van Australië: 36022433
- Nationale Bibliotheek van Polen: a0000001284514
- Nederlandse Thesaurus van Auteursnamen: 117205591
- SNAC: w6zx4m0s
- Système universitaire de documentation: 132836327
- Virtual International Authority File: 56799115
- WorldCat: E39PBJvRYWM9PrkyMffWjfDKBP